# Происхождение (телесериал)
Происхождение (англ. Origin) — американский научно-фантастический веб-сериал, снятый по заказу YouTube. Мировая премьера всех серий первого сезона состоялась на YouTube Premium 14 ноября 2018 года. Через полгода после выхода было объявлено об отказе от съёмок второго сезона.

## Сюжет
Группа незнакомцев выходит из анабиоза на космическом корабле, направляющемся на планету Тея, и обнаруживает, что кроме них на корабле никого нет. Они помнят, кто они и почему покинули Землю, но не знают, что произошло.

## В главных ролях
- Наталия Тена — Лана Пирс
- Том Фелтон — Логан Мейн
- Сэн Мицудзи — Шун Кендзаки
- Нора Арнезедер — Эвелин Рей
- Фрейзер Джеймс — Анри Гасана
- Филипп Кристофер — Баум Арндт
- Мадалин Хорхер — Эбигейл Гарсия
- Шиван Каллен — Кэти Девлин

## Эпизоды
| Эпизод | Название эпизода                                     | Режиссёр                         | Сценарист                   | Премьера эпизода |
| ------ | ---------------------------------------------------- | -------------------------------- | --------------------------- | ---------------- |
| 1      | Непройденная дорога (англ. The Road Not Taken)       | Пол У. С. Андерсон               | Мика Уоткинс                | 14 ноября 2018   |
| 2      | Потерянная по обе стороны (англ. Lost On Both Sides) | Пол У. С. Андерсон               | Мика Уоткинс                | 14 ноября 2018   |
| 3      | Яркая звезда (англ. Bright Star)                     | Марк Брозель, Пол У. С. Андерсон | Мика Уоткинс                | 14 ноября 2018   |
| 4      | Похороны бога (англ. God's Grandeur)                 | Марк Брозель                     | Мика Уоткинс, Мелисса Икбал | 14 ноября 2018   |
| 5      | Помни меня (англ. Remember Me)                       | Эшли Вэй                         | Мика Уоткинс, Джо Муртаг    | 14 ноября 2018   |
| 6      | Огонь и лёд (англ. Fire and Ice)                     | Эшли Вэй                         | Мика Уоткинс                | 14 ноября 2018   |
| 7      | Пустошь (англ. The Wasteland)                        | Хуан Карлос Медина               | Мика Уоткинс, Джек Лотиан   | 14 ноября 2018   |
| 8      | Похоронный блюз (англ. Funeral Blues)                | Хуан Карлос Медина               | Мика Уоткинс                | 14 ноября 2018   |
| 9      | Полная незнакомка (англ. A Total Stranger)           | Джонатан Теплицки                | Джон Харботтл               | 14 ноября 2018   |
| 10     | Это я (англ. I Am)                                   | Джонатан Теплицки                | Мика Уоткинс                | 14 ноября 2018   |

## Производство
25 октября 2017 года YouTube заказал 10 эпизодов для своего нового сервиса Red.
К концу апреля 2018 года были утверждены актёры и начались съёмки в ЮАР.